# Johann Peter von Delpons
Johann Peter von Delpons, auch Johann Peter von Delpont, ursprünglich Jean Pierre d'Elpons (* 20. April 1732, auch 1737 genannt, im Languedoc; † 19. September 1807 in Neiße) war ein preußischer Oberst und Chef eines Freibataillons.

## Leben

### Herkunft und Familie
Die französische, seinerzeit im Languedoc verbreitete Familie d'Elpons, soll der Überlieferung nach ursprünglich aus Italien stammen und dort den Namen del Ponte geführt haben. Die Eltern von Johann Peter von Delpons sind unbekannt. Er vermählte sich um 1772 in Dresden mit Charlotte Schmidt (1753–1812). 
Aus dieser Ehe sind drei Söhne hervorgegangen:
- Karl (1773–1850), preußischer Oberstleutnant und Landrat des Kreises Leobschütz ⚭ Josefine Szerny (1782–1843)
- Friedrich Wilhelm (um 1785–1831), preußischer Major und Schriftsteller, ⚭ 1810 Henriette Benda
- Johann Friedrich (1787–1862), preußischer Major, preußischer Adel 1847

Am 11. Mai 1847 erging eine preußische Adelsbestätigung an die Familie, aber nicht in Gänze; für den Sohn Friedrich Wilhelm liegt mit den Stand vom 1906 dies nicht vor.

### Werdegang
d'Elpons stand wenigstens schon 14 Jahre, zuletzt als Leutnant, in französischen Diensten, bevor er 1757 in der Schlacht bei Roßbach gefangen genommen wurde. Am 1. Mai 1761 trat er als Hauptmann des Kleist’schen Kroatenkorps in die Preußische Armee ein. Mit der Auflösung seiner Einheit 1763 nach dem Ende des Siebenjährigen Krieges wechselte er als Stabskapitän ins Garnisonregiment „le Noble“. Dort erhielt er am 1. Januar 1769 eine Kompanie. Nachdem er 1778 zum Major avancierte, übernahm er im Dezember das im Bayerischen Erbfolgekrieg seit 24. November 1778 vakante Freibataillon „von Steinmetz“. Nach Friedensschluss wurde auch diese Einheit aufgelöst und Delpons beschloss seine Laufbahn als Oberst beim Depotbataillon des Infanterieregiments „Markgraf Heinrich“. 